# Sesto San Giovanni
Sesto San Giovanni es una ciudad italiana de 80.921 habitantes y se encuentra en el norte, en la provincia de Milán (Lombardía).

## Evolución demográfica
| Gráfica de evolución demográfica de Sesto San Giovanni entre 1861 y 2011 |
|                                                                          |
| Fuente ISTAT - elaboración gráfica de Wikipedia                          |

## Transportes

### Aeropuerto
El aeropuerto más cercano es el de Linate; sin embargo el de Malpensa no está muy lejos.

### Conexiones viales
La conexión vial principal es la autopista A4 Turín-Milán–Venecia-Trieste y tiene una salida en Sesto San Giovanni.

### Conexiones ferroviarias
En Sesto San Giovanni hay una estación de ferrocarril de la línea Milán-Monza-Como-Lugano, que se encuentra ubicada en un barrio septentrional de la ciudad.

### Transportes urbanos
En Sesto San Giovanni hay dos estaciones de la línea 1 del metro de Milán: la estación de Sesto Rondò se halla en el centro de la ciudad y la estación de Sesto FS se encuentra ubicada en correspondencia de la estación de ferrocarril. Hay además una tercera estación de metro, que se halla en el municipio de Milán, pero solo está distante unos metros del barrio sur del municipio de Sesto San Giovanni.
En esta ciudad, unas líneas de buses unen el centro a las fracciones y la ciudad a las otras de las cercanías.

## Notables personajes
- Gino Strada (nacido el 21 de abril de 1948), médico fundador de la ONG Emergency.
- Nicolás Cotugno (nacido el 21 de septiembre de 1938), arzobispo católico de Montevideo, Uruguay (1998-2014).

## Ciudades hermanadas
Sesto San Giovanni mantiene un hermanamiento de ciudades con:
- Terlizzi, Apulia, Italia, desde el 10 de septiembre de 1979.
- Goražde, Podrinje Bosnio, Bosnia-Herzegovina.
- Saint-Denis, Isla de Francia, Francia.
- Santo André, São Paulo, Brasil.
- Zlín, República Checa.